# Ся Шао Кан
Шао Кан (спрощ.: 少康; кит. трад.: 少康; піньїнь: Shào Kāng) — шостий правитель держави Ся, що реставрував династію після вбивства батька від рук сина полководця Хан Жо, якого в результаті довгої боротьби переміг.

## Народження та Молоді роки
Місце народження — Йоурен. Його батько, Сян, був минулим володарем держави; Ім'я матері — Цзі.
З ініціативи китайського полководця Хан Жо, його син, Цзян, вбив Сяна та звільнив трон. Це застало мати Шао Кана вагітною, проте їй вдалося втекти через прориту собаками діру і виносити дитину в батьківському домі. Ніхто цього не знав і Хан Жо думав, що вбив останнього представника династії.
Шао Кан виріс під спільним впливом матері, що нагадувала йому про знатне походження, та діда, котрий навчав історії, воєнній справі та знайомив з літературою.
Коли йому виповнилося шістнадцять років, чутки про існування спадкоємця трону дійшли до Хан Жо. Побоюючись владу, він послав двох своїх синів за Шао Каном, проте останньому вдалося втекти.

## Боротьба за владу
Після втечі, Шао Кану надав притулок вождь Північного племені, з яким династія Ся була у теплих відносинах. Вождь побачив у молодому принці потенціал і вирішив надати йому руку своєї дочки та 100 кв. лі (Бл. 40 км.) землі. Для Шао Кана це слугував навчальним майданчиком, де він зміг би навчитися мистецтву керування державою та створити і розвивати власне поселення.
Між тим, колишній міністр оборони Ся, Мі, під час втечі зумів прихопити солідну суму грошей на які купував зброю і таємно будував армію щоб помститися Хан Жо. Коли він дізнався що спадкоємець трону живий, то дуже зрадів і знову присягнув на вірність представнику династії Ся. Армія Мі та підконтрольні Шао Кану люди об'єдналися в єдину силу, після чого, під знаменням Ся, були готові у будь-який момент вступити до бою.
Тим часом, Хан Жо став справжнім тираном: Накладав на людей великі податки, а за несплату жорстко вбивав. Через це багато людей стало біженцями до імення Шао Кана, котрі поповнювали його армію та шанували його повноправним правителем Китаю від династії Ся.
Це змусило Хан Жо не на жарт перелякатися: Він зібрав таке велике військо, яке тільки зміг, поставив командирами двох своїх синів і відправив проти Шао Кана, що до того часу став досвідченим лідером.
У Битві Шао Кан на голову розбив військо противника і вбив єдиних синів Хан Жо, після чого попрямував до старої столиці Ся за головою вбивці батька. Люди зустріли його без опору, самі ж відкрили цитадель. Зрозумівши, що він програв, Хан Жо покінчив життя самогубством.
Шао Кан присягнув народу, що він відновить мир та процвітання держави Ся.

## Правління
Шао Кан приніс в країну стабільний розвиток. За його правління значною мірою розвивався один з домінуючих аспектів традиційних релігій китайців у формі поклоніння пращурам.
Син та спадкоємець — Ся Чжу.